# Padanië

De vlag van Padanië.

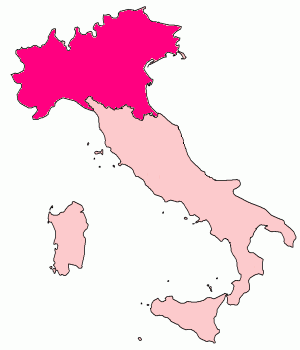
Kaart van Italië, toont fantasieregio Padanië, gezien door de Lega Nord

Padanië (Padania Internationaal Fonetisch Alfabet: /pə deɪniə /, Italiaans: [padaːnja]) is een alternatieve naam en voorgestelde onafhankelijke staat omvat Noord-Italië, afgeleid van de naam van de rivier de Po (Latijn: Padus), waarvan bekken omvat een groot deel van de regio, met als middelpunt de Povlakte (Pianura Padana), de belangrijkste vlakte van Noord-Italië.
In de jaren 1960 bedacht als een geografische term die ongeveer overeenkomt met het historische Gallia Cisalpina, werd de term gepopulariseerd vanaf het begin van de jaren negentig, toen Lega Nord, een federalistische en soms separatistische politieke partij in Italië, het voorstelde als een mogelijke naam voor een onafhankelijke staat. Sindsdien is het sterk geassocieerd met "Padaans nationalisme" en Noord-Italiaanse separatisme. Padanië zoals gedefinieerd in Lega Nord's Verklaring van Onafhankelijkheid en Soevereiniteit van Padania uit 1996 gaat verder dan Noord-Italië en omvat een groot deel van Midden-Italië, voor een groter Padanië dat meer dan de helft van de Republiek Italië omvat (161.000 van 301.000 km² in oppervlakte, 34 miljoen uit van 60 miljoen inwoners).
Padanië is momenteel geen echt land of geografische denominatie (en was dat ook nooit). Het toponiem wordt niet gebruikt op officiële kaarten, in Italië of internationaal.